# Damien Mitton
Damien Mitton (París, 1618-1690) fue un escritor francés, uno de los teóricos junto con Antoine Gombaud, caballero de Méré, del ideal del "hombre honesto" (honnête homme) en el siglo XVII.
Rico "burgués de la corte", Mitton vivió primero como un libertino. Tallemant lo llama «gran aficionado al juego». Era amigo de Jean de La Fontaine y de Isaac de Benserade, pero se le conoce sobre todo gracias a Pascal, quien lo toma como modelo del «libertino» en sus Pensées.
Mitton, que era considerado como un experto del buen gusto y a quien muchos autores le presentaban sus obras, sólo nos dejó sus Pensamientos sobre la honestidad (Pensées sur l'honnêteté), publicados en la sexta parte de las Œuvres mêlées de Saint-Évremond, por lo que a veces se piensa que son obra de este último. La honestidad aparece como una moral sin Dios, que concilia la búsqueda de la felicidad con la razón.